# 朱景玄
朱景玄，SBS，MH，JP（1952年8月1日—），籍貫廣東南海，香港教育界人士。他早年就讀元朗廈村鄉友恭學校（小六、特別中一年級）及基督教香港信義會元朗信義中學，1971年中五畢業後轉到王肇枝中學就讀中六年級1年。1972年預科畢業後先投身社會，再在1974年至1976年間於柏立基教育學院修讀教育文憑，1988年至1994年以半工讀方式修畢澳門亞洲公開學院社會科學系學位。
朱景玄是新界校長會會長。2000年、2003年及2007年獲特區政府委任為香港大埔區區議會區議員，無黨派。2003年獲特區政府頒授榮譽勳章。2007年7月被特區政府委任爲非官守太平紳士 。2012 年獲頒銅紫荊星章 BBS。2015年3月27日獲香港教育學院頒授榮譽院士。朱景玄於2019年7月1日更獲頒發銀紫荊星章 SBS。現時育有兩名兒子。

## 現職
- 耀基教育機構執行董事
- 香港教育大學院校協作計劃顧問

## 曾任社會服務職務
|                            |               |
| 新界婦孺福利會銘恩小學校監 | （2018-2019） |

## 榮譽
- 二零一五年獲香港教育大學頒授榮譽院士 [6]

## 投訴風波
2009年5月23日，香港廣播管理局表示曾接獲朱景玄的投訴，指其因為《老婆大人2》電視劇中的一集，講述法庭審理一宗搶劫案，案中一名小學校長召妓後不付款、賭馬、講大話，最後遭裁判官直斥「厚顏無恥」。朱景玄看後即向廣管局投訴，認為劇集醜化校長工作，並表示：「你（電視台）有創作自由，但我們都有投訴自由！」。批評劇情破壞了公眾對校長的形象
事件經報章廣泛報導後在網上引發廣大迴響，部份網民認為投訴無理取鬧。